# Borgafjäll
Borgafjäll (sydsamiska Båargese, Båargan tjahken eller Buarkantjahke) är en fjällby i västra delen av Risbäcks distrikt (Dorotea socken) i Dorotea kommun i södra Lappland. Orten ligger i den sydligaste dalgången i Lappland och utgör den sista anhalten längs Konstvägen sju älvar, från kusten sett.
Borgafjäll är känd för fina skidbackar, utsikten mot det mäktiga fjället Borgahällan tvärs över Borgasjön i Jämtland och för Hotell Borgafjäll. Orten är också ett centrum för samerna i Voernese sameby. Fjällbyn, fjället och dess omgivningar med byn Borga omnämns ibland som "Borgabygden". Från 2015 avgränsar SCB här en småort.
Fjälldalen i Borgafjäll har varit bebyggd av nybyggare sedan början av 1800-talet, och av samer och andra människor flera hundra år innan dess. Området bär en stark samisk prägel. Flera välbevarade samevisten finns i trakten, bland annat i Sutme.
1923 nådde vägen från Dorotea fram till Borgafjäll, och Borgafjälls första turisthem startades 1929. Byns alpina skidanläggning har funnits sedan 1968.